# Lista de palácios em Brasília
Esta lista reúne os palácios oficiais localizados em Brasília.
| Fachada                             | Nome oficial                        | Inauguração           | Função                                              | Descrição |
| ----------------------------------- | ----------------------------------- | --------------------- | --------------------------------------------------- | --- |
| Palácio da Alvorada à noite.        | Palácio da Alvorada                 | 30 de junho de 1958   | Residência oficial da Presidência da República      | Projetado pelo arquiteto Oscar Niemeyer foi o primeiro prédio público a ficar pronto na nova capital para abrigar o então presidente Juscelino Kubitschek. Possui colunas revestidas de mármore branco em um formato sinuoso que rompem com a tradição das colunas gregas normalmente utilizadas em sedes de poder[carece de fontes?]. As mesmas colunas deram origem ao Brasão do Distrito Federal. |
| Palácio do Buriti                   | Palácio do Buriti                   | 25 de agosto de 1969  | Sede do Governo do Distrito Federal                 | Inaugurado cerca de nove anos depois da capital, o palácio foi projetado pelo arquiteto Nauro Jorge Esteves inicialmente abrigava a Prefeitura do Distrito Federal, posteriormente transformado em Governo do Distrito Federal. Em sua entrada possui uma escultura de uma loba de bronze, doada pelo governo de Roma, e na praça em frente um exemplar de Buriti, símbolo da região, transplantado das imediações de Anápolis. |
| Palácio do Catetinho                | Palácio do Catetinho                | 31 de outubro de 1956 | Sede provisória da Presidência da República Museu   | Também conhecido como "Palácio de Táboas", o pequeno prédio de madeiras de dois pavimentos abrigou a presidência, o presidente Juscelino Kubitschek durante a primeira parte das obras de construção de Brasília, até que o Palácio da Alvorada fosse concluído. Projetado pelo arquiteto Oscar Niemeyer e erguido em apenas dez dias, a primeira construção da nova capital recebeu esse nome em referência ao Palácio do Catete, então sede do Executivo Federal, localizado no Rio de Janeiro. Atualmente ambos abrigam museus. |
| Palácio do Congresso Nacional       | Palácio do Congresso Nacional       | 21 de abril de 1960   | Sede do Poder Legislativo Brasileiro                | Projetado pelo arquiteto Oscar Niemeyer apresenta duas cúpulas que se complementam. A voltada para baixo, é o teto do plenário do Senado Federal, sendo disposta dessa forma por se tratar de uma casa para a "proteção da temperança e das ideias", a voltada para cima cobre a Câmara dos Deputados, numa representação de um lugar aberto ao povo e aos debates. O palácio inclui ainda os anexos I de Câmara e Senado, dois edifícios de 28 andares localizados atrás do prédio principal. |
| Palácio Itamaraty                   | Palácio Itamaraty                   | 21 de abril de 1970   | Sede do Ministério das Relações Exteriores          | Também conhecido como "Palácio dos Arcos", foi projetado pelo arquiteto Oscar Niemeyer. Cravado ao redor de um jardim aquático o prédio tem o maior hall sem colunas do mundo, com 2,8 mil m², tendo sido inaugurado no aniversário de dez anos da nova capital. Seu nome é uma referência ao Palácio Itamaraty localizado no Rio de Janeiro, que abrigou a sede do Ministério das Relações Exteriores até 1970. Sua construção demorou quase uma década devido a complexidade da obra (sem colunas internas) para a época. |
| Palácio do Jaburu                   | Palácio do Jaburu                   | 7 de julho de 1976    | Residência oficial da Vice-Presidência da República | Projetado pelo arquiteto Oscar Niemeyer difere radicalmente dos demais palácios de Brasília por ter sido projetado exclusivamente para fins de habitação. Tem salas de proporções semelhantes a de uma residência comum, ao contrário dos grandes salões dedicados a recepções que existem nos demais palácios. Por outro lado, privilegia as áreas externas, com longas varandas e extensos jardins. Seu nome é uma referência à lagoa de mesmo nome localizada nas imediações, que por sua vez foi assim batizada por abrigar exemplares de jaburu ou tuiuiui, ave que pode ser encontrada em quase todo o país, em especial no Pantanal. |
| Palácio da Justiça                  | Palácio da Justiça                  | 3 de julho de 1972    | Sede do Ministério da Justiça                       | Também obra dos arquitetos Oscar Niemeyer e Lúcio Costa apresenta uma arquitetura que se assemelha a do Palácio Itamaraty, com um jardim aquático e acesso por meio de uma ponte sobre ele. Mantém uma sequência de três cascatas em sua fachada. Após ser construído chegou a ser revestido de mármore branco, contudo, seguindo uma orientação do arquiteto a cobertura foi retirada já que esse tipo de revestimento seria utilizada exclusivamente nos três palácios oficiais principais (Palácio do Planalto, Palácio do Supremo Tribunal Federal e Palácio do Congresso Nacional).                                                    |
| Palácio do Planalto                 | Palácio do Planalto                 | 21 de abril de 1960   | Sede do Poder Executivo Brasileiro                  | Projetado pelo arquiteto Oscar Niemeyer mantém um parlatório, onde a cada quatro anos o Presidente faze seu discurso de posse e uma rampa, que em situações solenes só pode ser usada por autoridades. Revestido de mármore branco, assim como vários outros palácios importantes da cidade ele possui colunas sinuosas, rompendo com a tradição das colunas gregas da maioria dos palácios. Em 2009, foi concluído um grande processo de restauro do prédio. |
| Palácio do Supremo Tribunal Federal | Palácio do Supremo Tribunal Federal | 21 de abril de 1960   | Sede do Poder Judiciário Brasileiro                 | Projetado pelo arquiteto Oscar Niemeyer tem arquitetura semelhante a do Palácio da Alvorada e a do Palácio do Planalto, contudo com proporções reduzidas. Revestido de mármore branco, mantém a escultura A Justiça de Alfredo Ceschiatti em sua entrada, é permeado por uma extensa galeria externa. |